# Publishers Weekly
Publishers Weekly, també coneguda com a PW, és una coneguda revista estatunidenca setmanal de notícies sobre el comerç adreçat a editors, bibliotecaris, llibreters i agents literaris. Publicada de forma contínua des de 1872, s'ha guanyat el lema de ser La Revista d'Actualitat Internacional de la publicació i venda de llibres. Amb 51 números a l'any, està especialitzada en les ressenyes de llibres.
El títol inicial de la revista era Publishers' Weekly, un catàleg col·lectiu per posar en comú els recursos entre els mateixos editors. Aquestes llistes de llibres van permetre als editors aprendre sobre properes publicacions, i fins i tot eventualment la revista incorporava articles i d'altres continguts extres.